# L2 Puppis

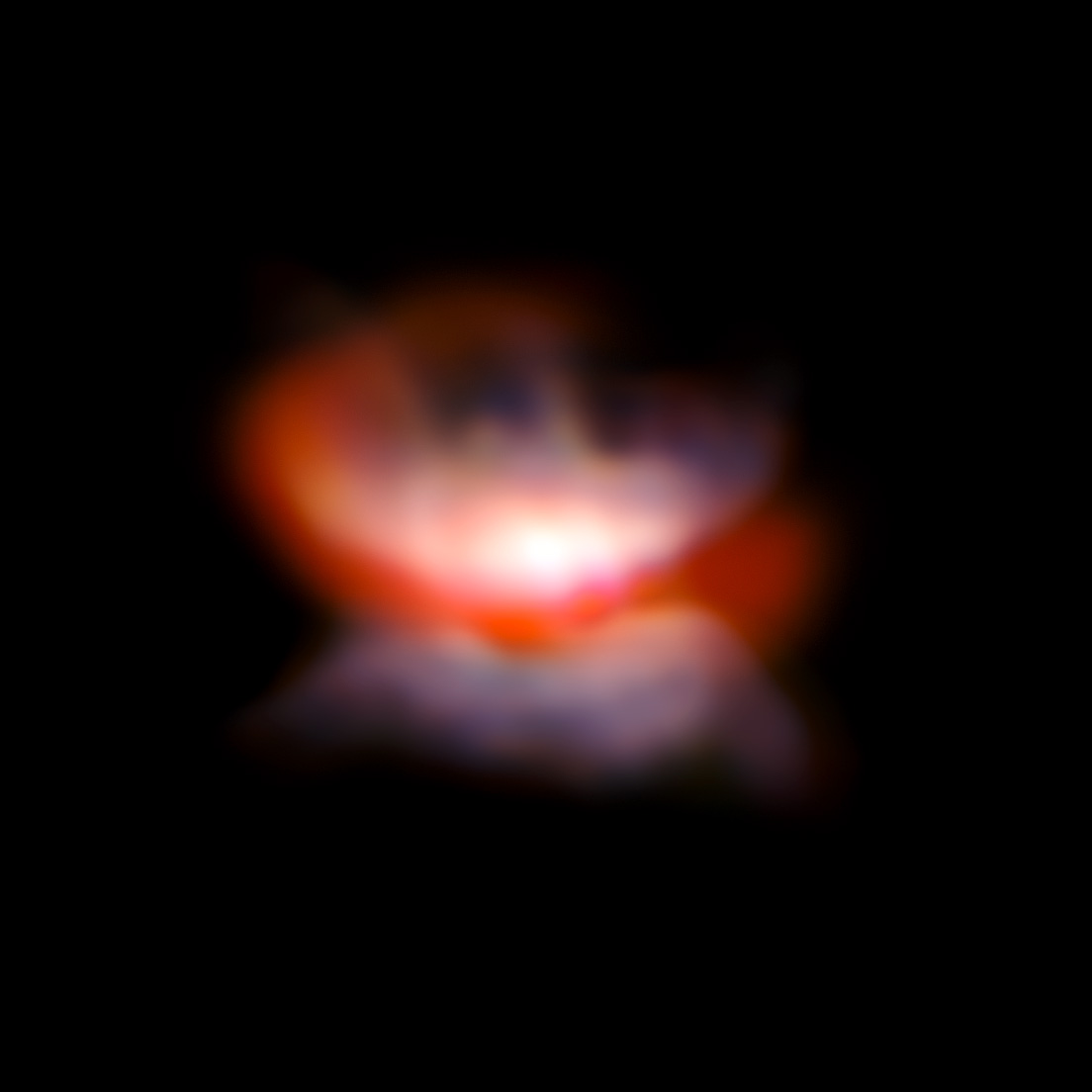
L^{2} Puppis beobachtet durch das Very Large Telescope

L2 Puppis oder kurz L2 Pup oder auch HD 56096, HIP 34922 oder HR 2748, ist ein Roter Riese im Sternbild Puppis und hat eine Entfernung von 64 pc. Der Stern hat einen bipolaren planetarischen Nebel, welcher vermutlich aus dem Gas aus L2 Puppis entsteht. Dieser Nebel hat eine Entfernung von 900 Millionen Kilometern von seinem Zentralgestirn. Von der Erde aus gesehen haben wir einen Winkel von 84° auf diesen Nebel. Die Masse dieses Sternes ist nicht genau bestimmt. Sie wurde mit 0,7 Sonnenmassen von einem Team um Loykou im Jahr 2015 angegeben, während ein Jahr davor ein Team um Kervella die Masse mit 2 Sonnenmassen angegeben hatte. Im Jahr 1998 wurde sie von Dumm und Schild mit 1,7 Sonnenmasse bestimmt. Des Weiteren vermutet das Team um Kervella, dass der Stern einen zweiten Roten Riese haben könnte welcher 300 Millionen Kilometer vom Hauptgestirn entfernt ist.